# Suicidii
Suicidii (Suicides) è un racconto dello scrittore francese Guy de Maupassant, dedicato all'amico pittore Georges Legrand. L'autore racconta dell'ossessione di un uomo nei confronti della vita monotona e ripetitiva.
Pubblicato originariamente il 29 agosto 1880 nel quotidiano Le Gaulois col titolo Comment on se brûle la cervelle (Come bruciarsi il cervello); successivamente, sotto lo pseudonimo di Maufrigneuse il 17 aprile 1883 nella testata letteraria Gil Blas ed in altri tre periodici. Viene ripubblicato poi in volume nella raccolta "Les Sœurs Rondoli" (Le sorelle Rondoli), uscita nel 1884.

## Trama
Il narratore, che racconta la vicenda in prima persona, trova casualmente la lettera di un uomo che sembra essersi ucciso ufficialmente "senza motivo alcuno". Questi, nel manoscritto che ha lasciato, racconta in breve qual è stata la propria vita fino a quel punto: arrivato a cinquantasette anni si ritrova oramai con le spalle appesantite da più di trent'anni di noia atroce, circondato da nient'altro che solitudine.
Soffrendo di mal di stomaco, non può neanche più rifugiarsi nell'unica grande gioia che gli era rimasta, ossia la felicità di mangiare. Quella sera ha iniziato un compito che finora aveva costantemente cercato di rinviare, cioè archiviare tutta la propria corrispondenza e i ricordi che gli son rimasti nella scrivania.
Ad un certo punto, commosso fino allo sgorgare delle lacrime da tutte quelle vecchie storie che gli si accavallano nella mente, comincia a guardare inorridito all'orrenda vecchiaia, coi suoi acciacchi e la sua ancor più tremenda solitudine. Unica via d'uscita è quindi quella di spararsi un colpo in testa.